# 清水一彦
清水 一彦（しみず かずひこ、1952年2月17日 - ）は、日本の演出家、NHKのエグゼクティブディレクター。

## 略歴
- 群馬県群馬郡榛名町生まれ。群馬県立高崎高等学校を経て、早稲田大学第一文学部を卒業後、NHKに入局。テレビドラマの制作に携わる。
- アシスタントディレクターを経て、演出を手がける。大河ドラマ、連続テレビ小説に数多くかかわる。

## 主な作品
- おんなは度胸（1992年、大阪局制作）
- 清左衛門残日録（1993年）
- 八代将軍吉宗（1995年）
- あぐり（1997年）
- しくじり鏡三郎（1999年）
- 菜の花の沖（2001年）
- お登勢（2001年）
- さくら（2002年）
- 新選組!（2004年）
- クライマーズ・ハイ（前編）（2005年）
- 風林火山（2007年）
- 陽炎の辻〜居眠り磐音 江戸双紙〜（第2シリーズ、第3シリーズ）（2008年、2009年）
- まっつぐ〜鎌倉河岸捕物控〜（2010年）
- 蝶々さん（2011年）
- BS時代劇 薄桜記（2012年）
- 正月時代劇 御鑓拝借〜酔いどれ小籐次留書〜（2013年）
- ちゃんぽん食べたか（2015年）
- BS時代劇 子連れ信兵衛（2015年）
- BS時代劇 子連れ信兵衛2（2016年）
- NHK総合土曜時代ドラマ そろばん侍 風の市兵衛（2018年5月19日‐7月21日）
- BS時代劇 小吉の女房（2019年）
- BS時代劇 小吉の女房2（2021年）